# Thymelicus acteon
Thymelicus acteon é uma espécie de insetos lepidópteros, mais especificamente de borboletas pertencente à família Hesperiidae.
A autoridade científica da espécie é Rottemburg, tendo sido descrita no ano de 1775.
Trata-se de uma espécie presente no território português.